# Muntstraat (Maastricht)
De Muntstraat (Maastrichts: De Mäönt) is een straat in het centrum van de Nederlandse stad Maastricht. In het verleden vormde de Muntstraat de verbinding tussen de twee belangrijkste gebouwen van de stedelijke overheid: het Dinghuis en het Stadhuis. Tegenwoordig ligt de straat midden in het voetgangersgebied van Maastricht en is het een belangrijke winkelstraat.

## Geschiedenis
Door archeologisch onderzoek is vastgesteld dat de Romeinse hoofdweg, sinds de late 20e eeuw aangeduid als Via Belgica, min of meer het tracé van de huidige Grote Staat volgde, iets ten zuiden van de Muntstraat. Opgravingen hebben aangetoond dat hier al in de 1e eeuw na Chr. gewoond en gewerkt werd. Aan de weg tussen de eerste Romeinse brug van Maastricht en de begraafplaats (op het Vrijthof) lagen langgerekte, op de weg georiënteerde percelen met gebouwen van hout en leem. Deze percelen strekten zich uit over het zuidelijk gedeelte van de Muntstraat tot voorbij de Mariastraat.
De naam Muntstraat (Latijn: platea moneta) was al in de middeleeuwen in gebruik. Het is aannemelijk te veronderstellen dat hier ooit een munthuis stond, waarschijnlijk de Brabantse munt, de alde moente, die later verplaatst werd naar de Lenculenstraat, nog later naar de hoek Vrijthof-Statenstraat (het latere Statenhuis). Of er een verband is met de aanwezigheid van Joden in de nabije Jodenstraat, is niet bekend. Joden traden in de middeleeuwen vaak op als bankiers. Een andere theorie is dat hier, tussen de Muntstraat en de Nieuwstraat, in de 13e eeuw een huis van de Tempeliers stond. Van de Tempelorde is bekend dat ze zich met bankieren bezighielden. Een schuldbekentenis uit 1269 zou aantonen dat de Maastrichtse Tempeliers dat ook deden. Een in 1862 afgebroken gebouw aan de Muntstraat, dat door de tekenaar Jan Brabant is gedocumenteerd, werd aan de Tempelridders toegeschreven. Al met al zijn de aanwijzingen voor de aanwezigheid van een Tempeliershuis in de Muntstraat niet overtuigend.

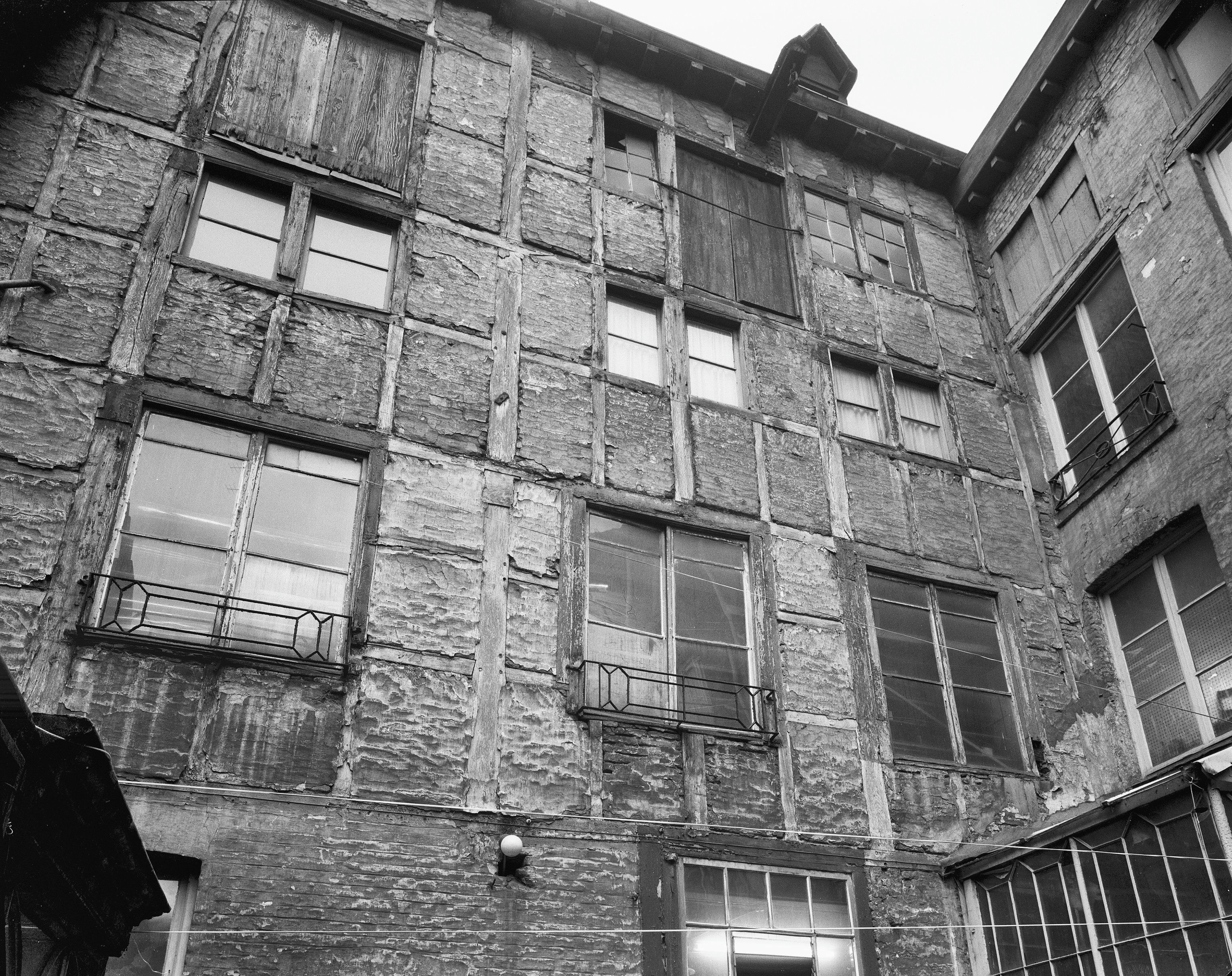
Vakwerkgevel achterzijde Muntstraat 31

Tot 1664 lag het zwaartepunt van de Muntstraat aan de zuidkant, waar zich in het Dinghuis de zetel van het hooggerecht bevond. Schuin ertegenover lagen de huizen De Lanscroon en De Liebaert, waar het laaggerecht en het burgerlijk bestuur van de stad waren gevestigd. Dit deel van de stad, op het kruispunt van Muntstraat, Jodenstraat, Grote en Kleine Staat, werd vroeger aangeduid als Voor het Dinghuis of Voor het Kruis, dat laatste omdat hier een kruis stond, wellicht een marktkruis of een bankruis. Na het gereedkomen van het nieuwe Stadhuis in 1664 werd de noordkant van de Muntstraat, grenzend aan de Markt, steeds belangrijker.

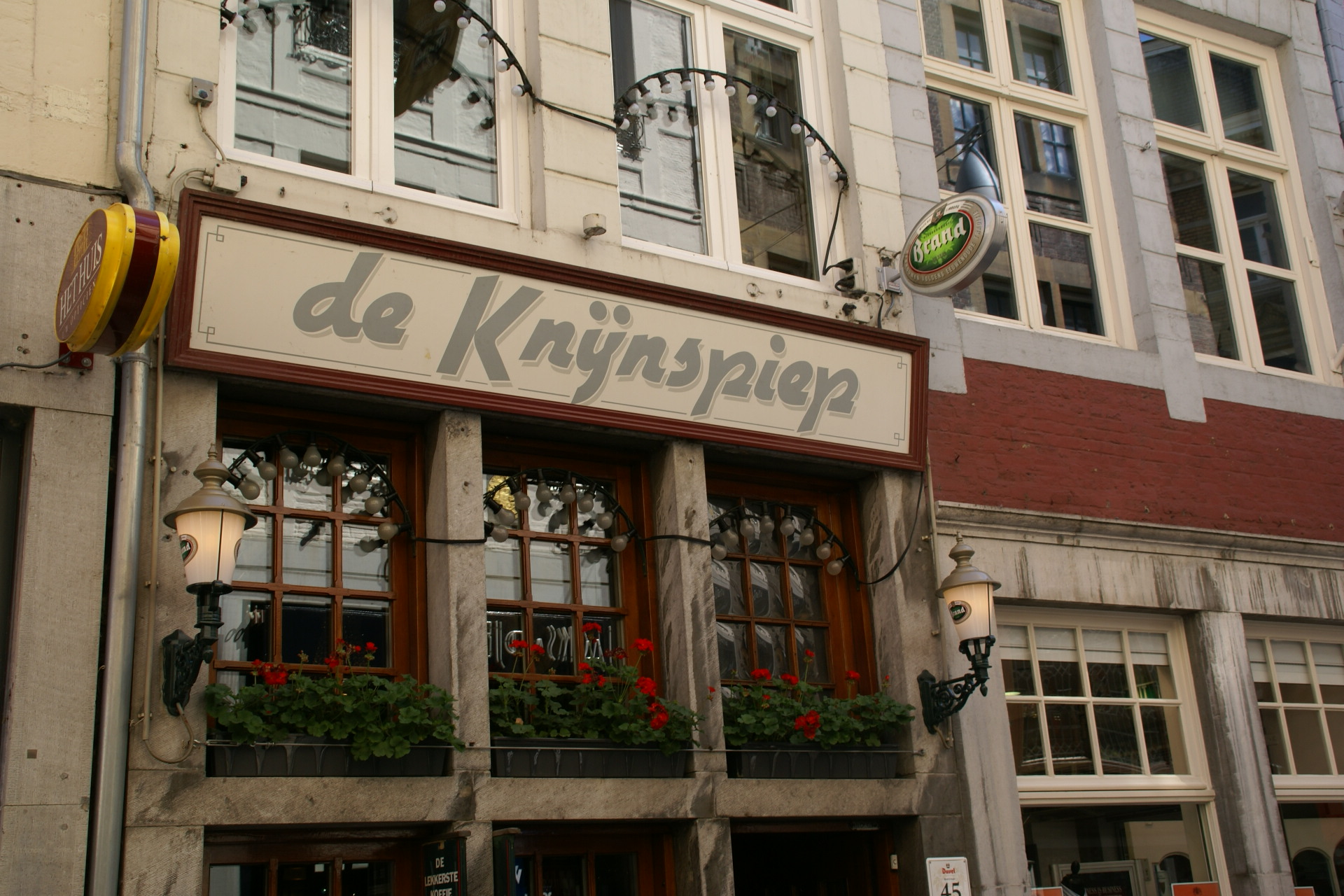
Typisch Maastrichts café De knijnspiep

Tijdens het ancien régime was de Muntstraat een drukke straat, strategisch gelegen tussen de Markt en de Sint Servaasbrug. Na de Franse tijd veranderde het karakter van de centrumstraten geleidelijk, ook van de Muntstraat. In de loop van de 19e eeuw vertrokken veel kleine bedrijven en handwerkslieden (zoals zilversmeden, kleermakers en schoenmakers). Ervoor in de plaats kwamen winkels, vanaf begin 20e eeuw ook filialen van grootwinkelbedrijven. In de Muntstraat kwam onder meer een filiaal van de HEMA (met een tweede ingang aan de Grote Staat).
Begin jaren 1970 werd de straat voetgangersgebied. Vrijwel alle lokale winkels hebben in de loop der jaren plaats gemaakt voor winkelketens en franchise-ondernemingen. Enkele bekende verdwenen zaken zijn: Mabro (brood), Creemers (zuivel), Wevers (slager), Mulkens (slijterij), Bensdorp (chocolaterie), Geusgens (apotheek), De Jong-Telmans (drogist), Henfling (drogist), Michiels (zaadhandel), Vermeeren/Gero (huishoudelijke artikelen), Boels (gereedschappen), Thys (speelgoed, souvenirs), Lindeman (reisbureau), Aarts & Co (schrijfwaren), Goossens, Disco Danser en Disco De Man (platenzaken), Palmans (schoenen), Schunck, Leclerq, Van Noorden, Marius, Van Amstel-Jöris, Het Corsettenhuis en Fashion House (alle kledingzaken).
Begin 21e eeuw is het gehele kernwinkelgebied van Maastricht gerenoveerd, waarbij ook de bestrating, het straatmeubilair en de straatverlichting in de Muntstraat zijn vernieuwd.

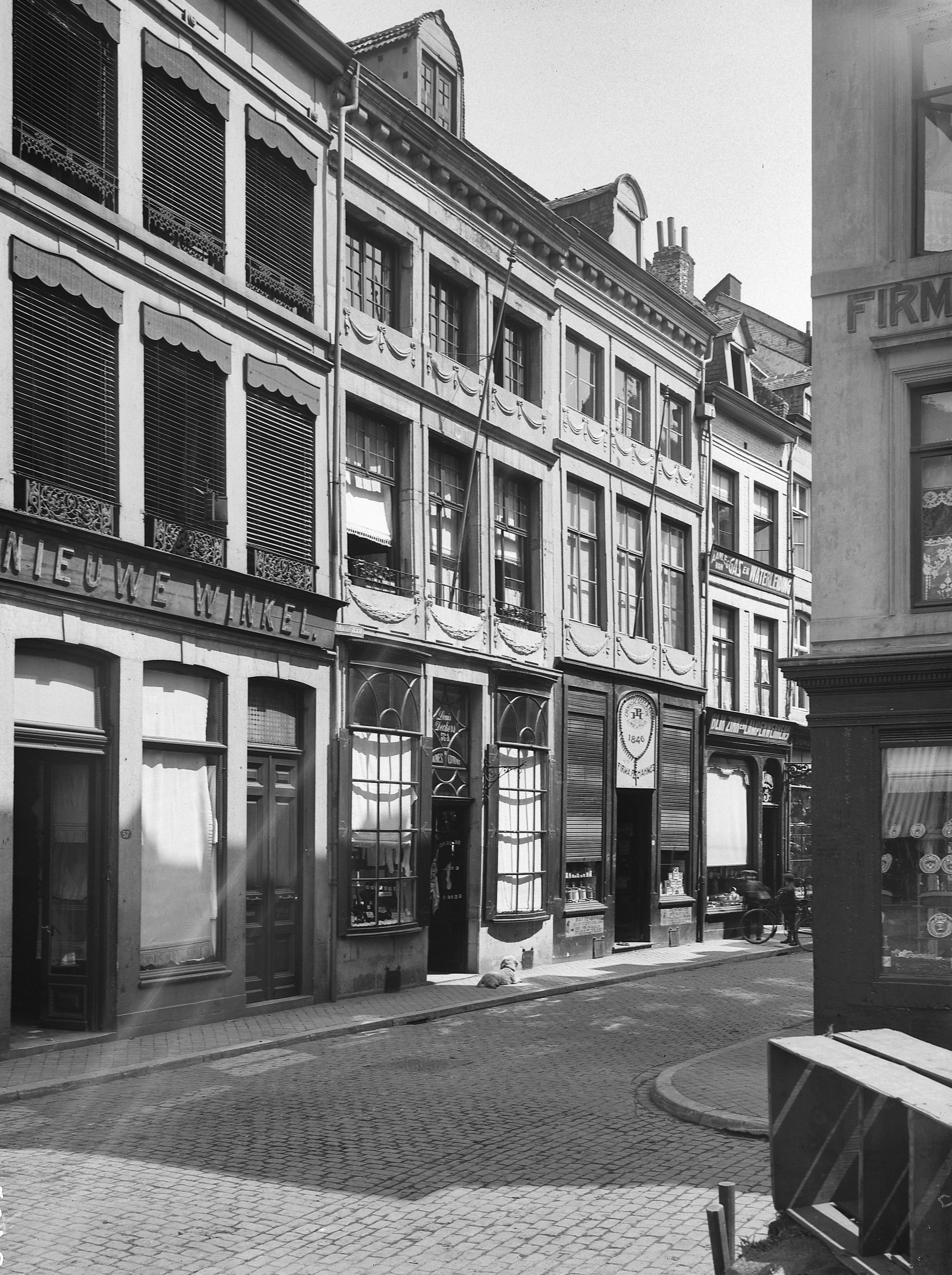
Noordzijde, 1915
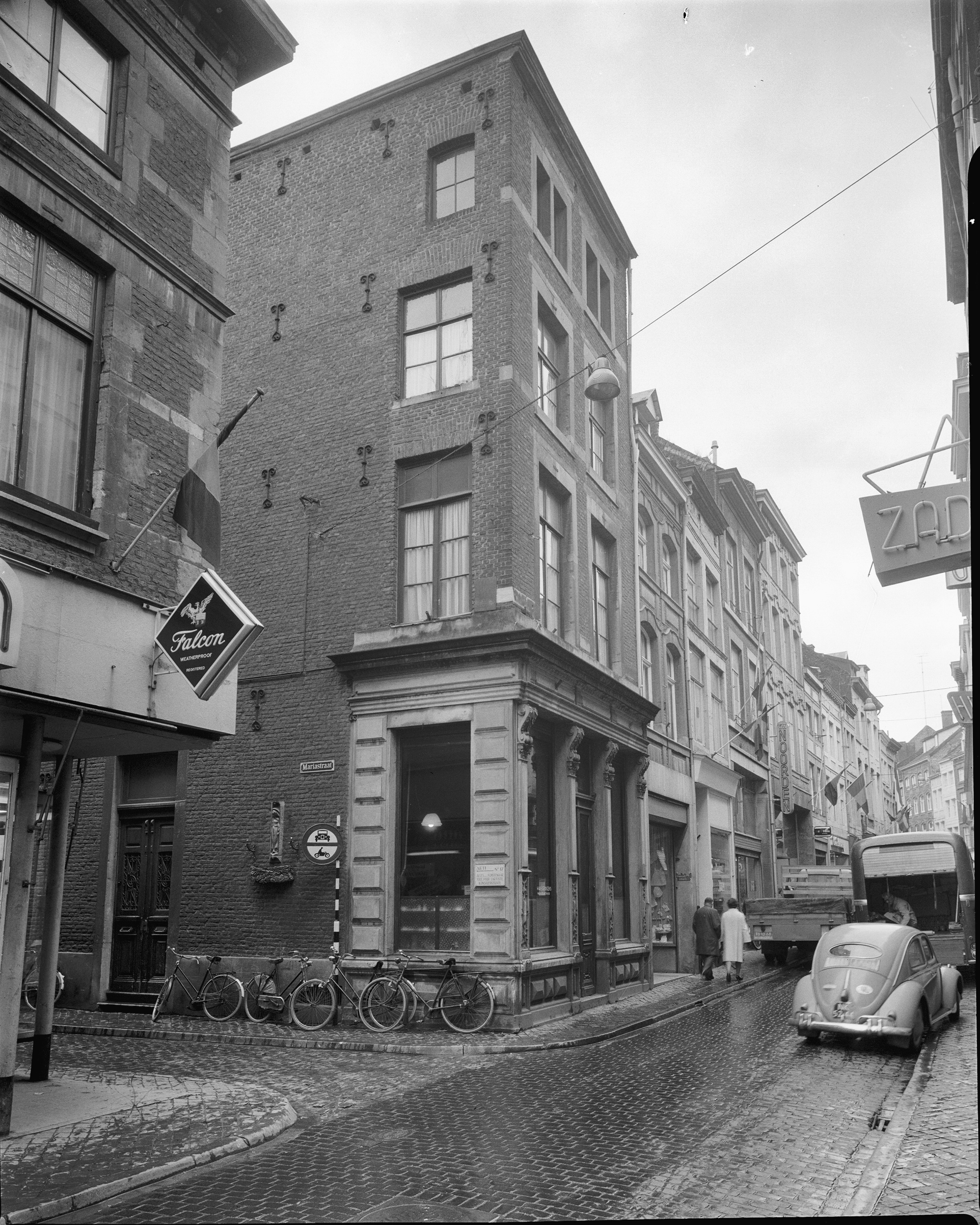
Hoek Mariastraat, 1962
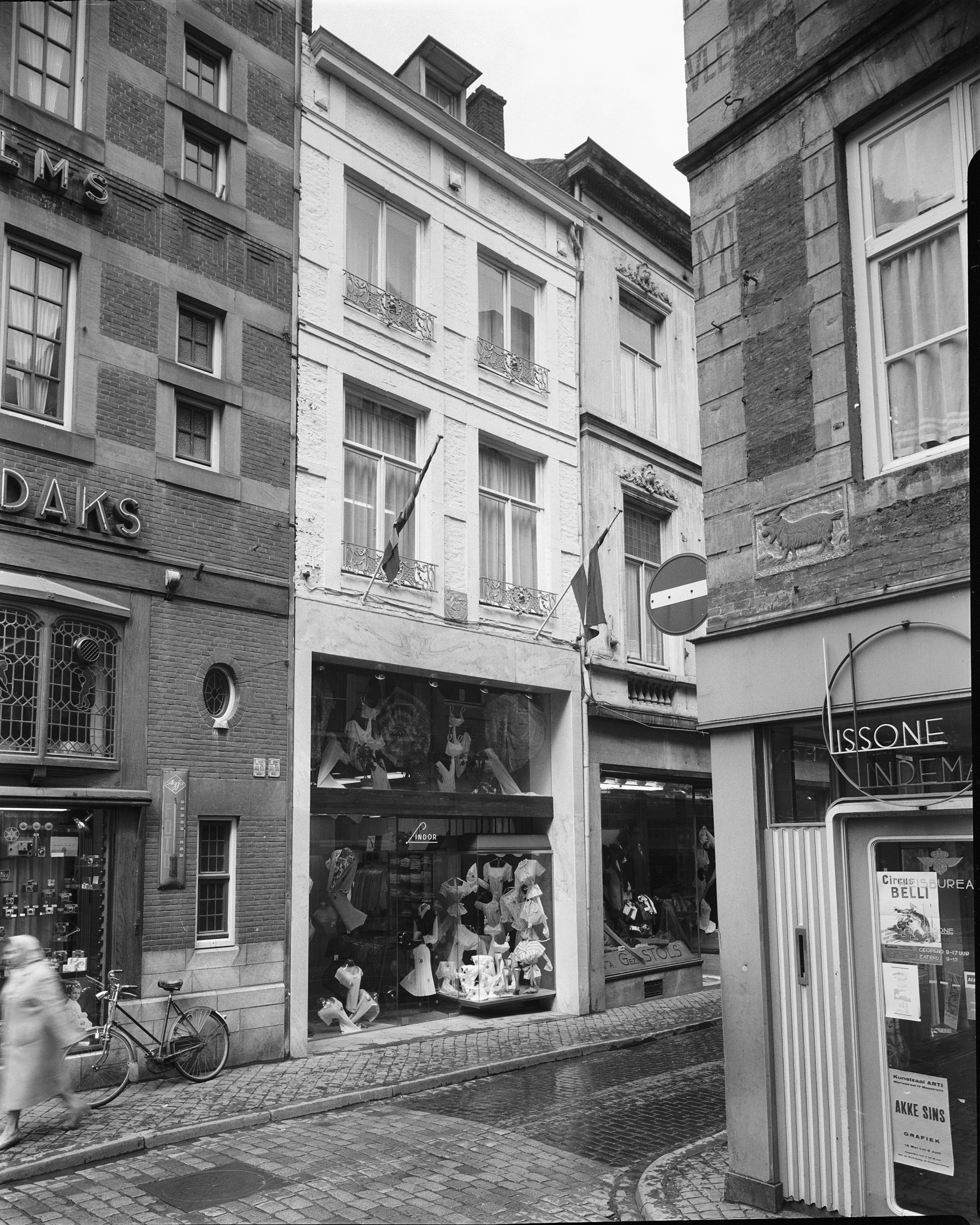
Zuidzijde, 1962
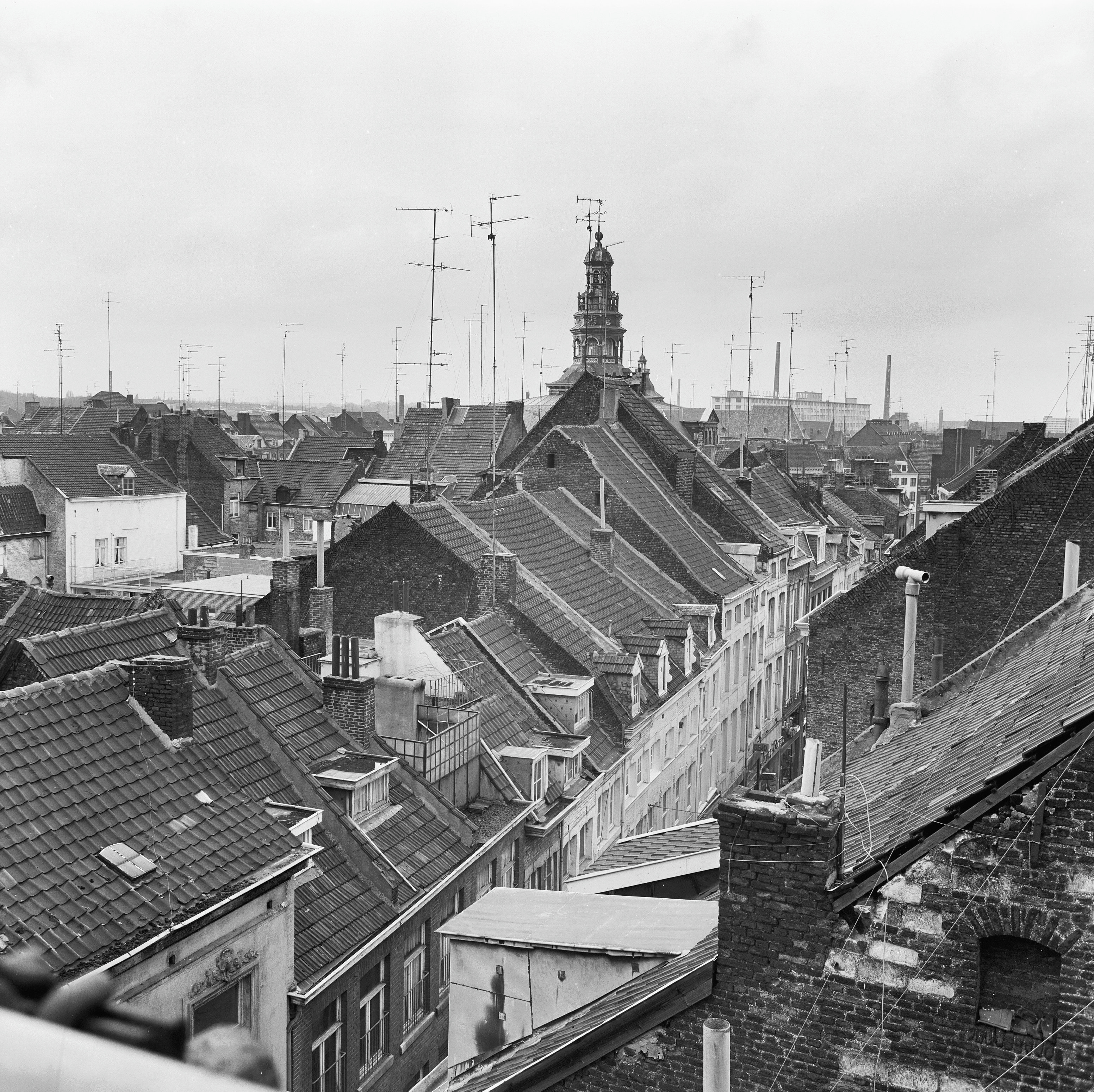
Vanaf Dinghuis, 1970

## Bezienswaardigheden

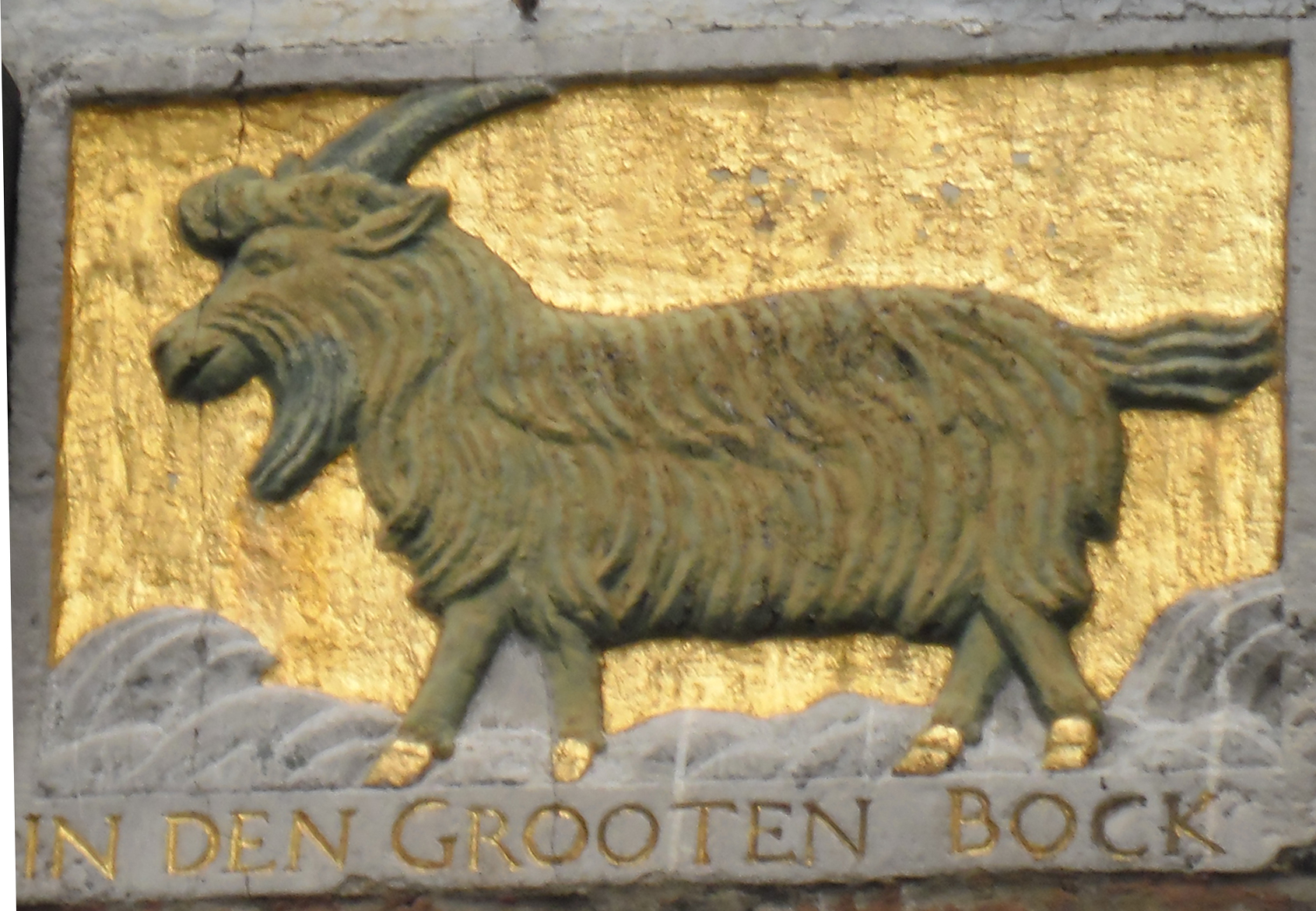
Gevelsteen Muntstraat 47 In den grooten Bock

De Muntstraat is onderdeel van het beschermd stadsgezicht van Maastricht en in de straat liggen 43 rijksmonumenten. Daarmee staat de Muntstraat op de negende plaats van monumentrijke straten en pleinen in Maastricht. De huizen in de Muntstraat hebben over het algemeen drie of vier verdiepingen met daarboven hoge daken, waaronder soms nog twee of drie verdiepingen schuilen. De meeste panden, ook de rijksmonumenten, hebben gemoderniseerde winkelpuien. Daarboven zijn 17e-, 18e- en 19e-eeuwse gevels te herkennen, vaak met vensteromlijstingen van blauwe hardsteen, soms nog met gevelstenen (nrs. 10, 23, 26, 43, 47, 48 en 50). Interessant is vooral de gevelsteen uit ca. 1700 in de vorm van een gouden munt met de afbeelding van Eduard IV van Engeland en het randschrift "EDUARD DEI GRA REX ANGL ET FRANC DNS IBE" (Muntstraat 48).
Een bijzonder ensemble bevindt zich aan de noordoostzijde van de straat (Muntstraat 1 en 3 en de daarnaast gelegen panden aan de Markt). De eerstgenoemde panden hebben vrijwel identieke, 17e-eeuwse gevels, waarvan de borstweringen onder de ramen zijn gedecoreerd met barokke guirlandes, een versieringsvorm die ook op de gevel van de nabijgelegen Augustijnenkerk is toegepast. Bij het pand Muntstraat 1 zijn bovendien de oorspronkelijke uitstalkasten uit het midden van de 19e eeuw bewaard gebleven.
Op de hoek van de Muntstraat en de Jodenstraat ligt het pand In den grooten Bock (Muntstraat 47) uit de eerste helft van de 18e eeuw. Het hoekhuis heeft hardstenen raamomlijstingen, maar de kruiskozijnen zijn verdwenen. In de zijgevel aan de Jodenstraat is een gevelsteen met een bok ingemetseld. Het naastgelegen Dinghuis domineert met zijn hoge, laatgotische gevel en dubbele trap de Kleine en Grote Staat, maar is vanwege de iets teruggeplaatste gevel nauwelijks zichtbaar vanuit de Muntstraat.

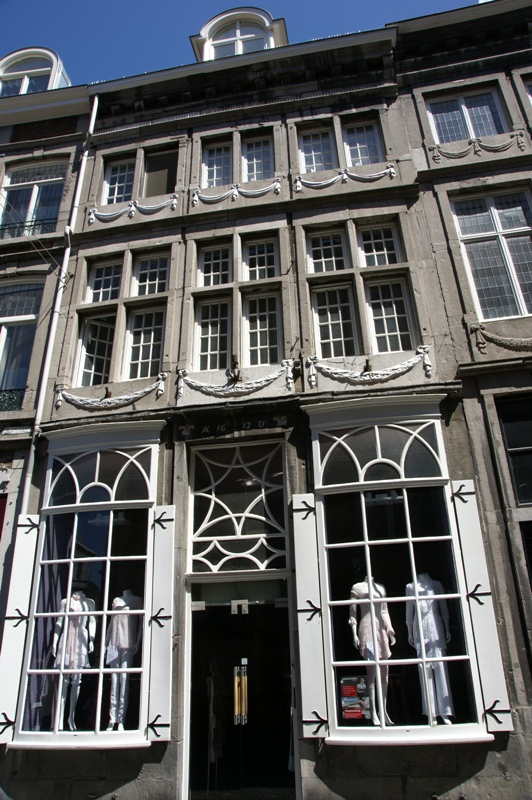
Muntstraat 1
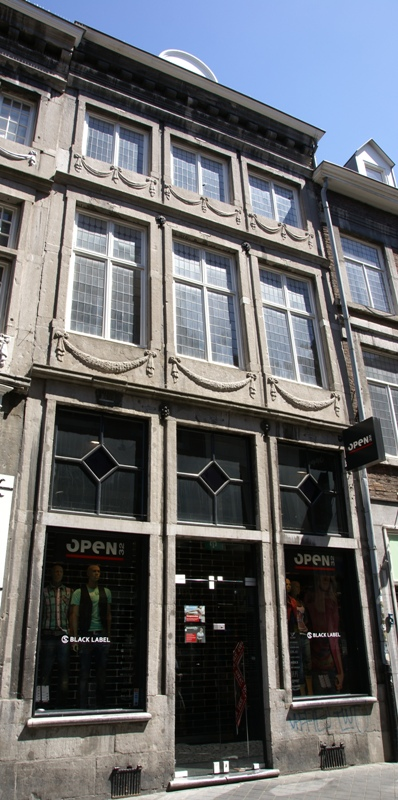
Muntstraat 3
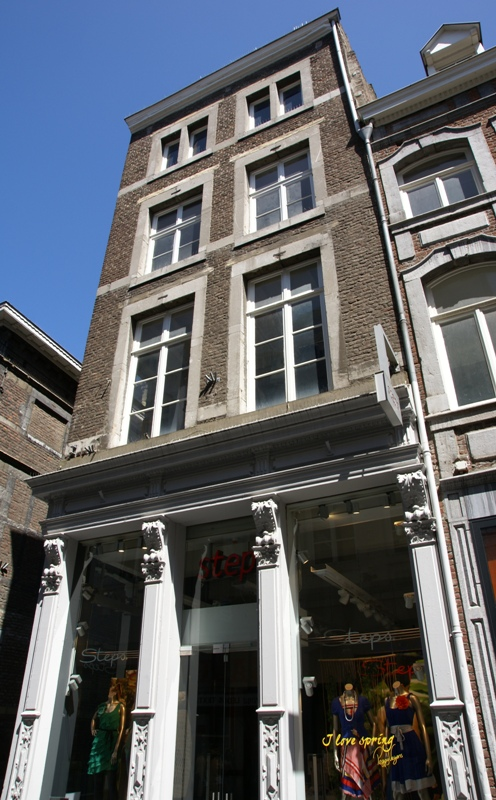
Muntstraat 25
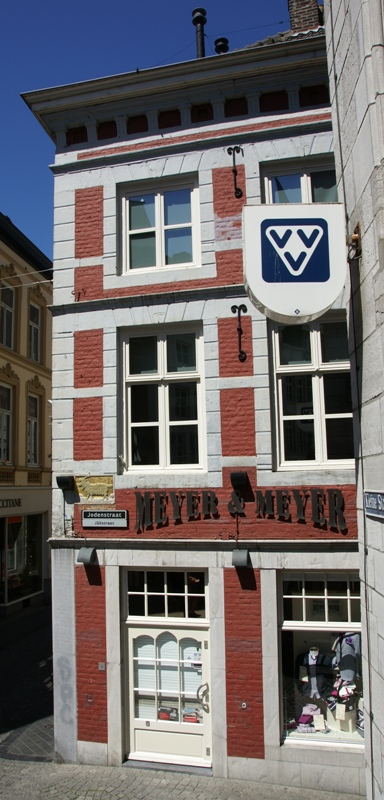
Muntstraat 47

## Trivia
- In 1531 getuigde een zekere Jacob van Till tegen de goudsmid Maarten Berchmans (of Merten Goldsmet) uit de Muntstraat. Deze zou de Lutherse leer aanhangen en felle kritiek hebben geuit op de Maastrichtse geestelijken. Berchmans naam wordt ook genoemd als ketter in een brief van hertog Johan III van Kleef aan bisschop Everhard van der Marck, die als prins-bisschop van Luik medeheer was van Maastricht.[7] Het is niet bekend hoe het is afgelopen met de goudsmid, zijn naam staat niet vermeld bij de vijftien ketters die in 1535 op het Vrijthof zijn verbrand.
- In de Muntstraat was jarenlang de bekende grammofoonplatenzaak Goossens gevestigd, de klantenkring ervan strekte zich uit tot geheel Nederland. Zanger Reinhard Mey tapte er rond 1975 aan een geïmproviseerde bar pilsjes voor het toegestroomde publiek. Later verhuisde de zaak naar de Jodenstraat.[8]